# Телестудия Роскосмоса
Телестудия Роскосмоса (АНО «Роскосмос Медиа») — производственная студия, подразделение Роскосмоса, занимающееся производством и продвижением документальных фильмов, в которых освещаются актуальные и исторические события космической отрасли в России и за рубежом. В фильмах, передачах и репортажах студии — рассказы о современной космической технике и людях, принимающих участие в космических программах, учёных, конструкторах, космонавтах, видеоматериалы об истории советской и российской космонавтики, затрагиваются вопросы астрономии и планетологии.

## История телестудии

Передача для детей «Пора в космос!»

Мультсериал «Космические Юра и Нюра»

Телевизионная студия Роскосмоса была образована 11 января 2005 года. За это время создано более ста документальных фильмов, которые выходили в эфир на российских центральных телевизионных каналах.
С июля 2006 года по июль 2016 года на круглосуточном информационном телеканале Россия 24 еженедельно выходила программа телестудии Роскосмоса «Космонавтика», с сентября 2016 года программа выходила в интернет версии на видеохостинге YouTube. В программе оперативно освещаются новейшие достижения космической отрасли России. С сентября 2008 года по март 2009 года ведущим программы был лётчик-космонавт Юрчихин Федор Николаевич. С сентября 2011 года по октябрь 2013 года программу вела пресс-секретарь руководителя Федерального космического агентства Анна Ведищева. В декабре 2013 года программу вел Георгий Каптелин.
С апреля 2010 года по март 2011 года на спутниковом познавательном канале «Моя планета» и телеканале Россия 2 выходила программа телестудии — альманах «Русский космос». (Хронометраж −15 минут). С февраля 2012 года программа «Русский космос» выходила по субботам на спутниковом телеканале в пакете программ «Триколор ТВ» (Хр. −26 минут).
С 19 ноября 2010 года на телеканале «Теленяня», а с 27 декабря 2010 года на телеканале «Карусель» выходила еженедельная познавательная телепередача «Пора в космос!» для детей и юношества. (Совместное производство студии Роскосмоса и ООО Продюсерский центр «Доктор Чехов»).
В марте 2008 года на интернет-портале «Вести. Ru», в рамках совместного проекта Российского информационного канала «Россия 24» и студии Роскосмоса открылась новая рубрика «Космонавтика» Уникальность проекта «Космонавтика» — в предоставлении широкому кругу пользователям открытого доступа к эксклюзивным фото- и видеоматериалам, включая прямую телетрансляцию пусков ракет-носителей с космодрома Байконур.
На телестудии создаются видеоролики для продвижения российской космической отрасли на мировых авиакосмических салонах и выставках, производятся видеофильмы по заказу предприятий Роскосмоса.
В 2007—2009 годах на волнах радиостанции «Звезда FM» четыре раза в неделю выходила совместная программа о космонавтике «Поехали». С ноября 2009 года по сентябрь 2011 года на радио «Голос России» еженедельно выходила совместная радиопрограмма «Космическая среда». С 4 октября 2012 года стала выходить еженедельная совместная программа радио «Голос России» и студии Роскосмоса — «Программа полёта».
С января 2013 года по март 2022 года выходила новостная еженедельная интернет-программа «Космическая среда». Всего вышло 369 выпусков.
С 2007 года студия участвует в творческих национальных и международных телевизионных конкурсах.
12 апреля 2008 года в российском секторе Интернета появился сайт телестудии Роскосмоса (tvroscosmos.ru). С 24 марта 2009 года открыт канал телестудии Роскосмоса на видеохостинге YouTube. К августу 2017 года число подписчиков канала превысило 100 тысяч и студия была награждена «Серебряной кнопкой YouTube». В марте 2023 года число подписчиков достигло 1 млн человек.
В 2016 году студией был создан анимационный мультипликационный сериал для детей «Космические Юра и Нюра».
С ноября 2019 года студия проводит трансляции пусков ракет-носителей на телеканале прямых трансляций «Большой эфир» компании Триколор. С 2021 года фильмы и программы студии транслируются на Первом космическом канале (1ТВЧ).
В 2020 году телестудия вошла в РК Медиа — филиал ЦНИИМаш, в 2021—2022 годах — входила в АНО «Корпоративная Академия Роскосмоса».
С января 2021 по ноябрь 2022 года РК Медиа выпускала еженедельную новостную программу «Большой космос», которая выходила в прямом эфире на телеканале «Первый Космический» (телекомпания «Первый ТВЧ») и Триколор, а с августа 2022 года — на телеканале Байконур ТВ (г. Байконур) и RUTUBE-канале новостного агентства ТАСС
С марта 2021 года все фильмы, программы, спецпроекты студии, трансляции пусков ракет-носителей и выходов космонавтов в открытый космос телестудии выходят в прямой эфир на канале студии видеохостинга YouTube и в соцсети Вконтакте.
12 января 2023 года телестудия преобразована в АНО «Роскосмос Медиа», зарегистрирована в Роскомнадзоре как средство массовой информации (лицензия ИА № ФС 77-85365 от 30 мая 2023 года). АНО «Роскосмос Медиа» имеет сайт roscosmos.media. Генеральный директор — П. М. Бугров (2023—2025).
С ноября 2022 года выходит еженедельный итоговый выпуск новостей «Роскосмос. Главное за неделю».

## Фильмы телестудии Роскосмоса
Телестудией Роскосмоса с 2006 года по н. в. создано свыше 80 документальных фильмов, вышедших в эфир на отечественных телевизионных каналах. 28 фильмов получили награды на Всероссийских и международных конкурсах документальных фильмов.
Документальные фильмы
| - Белое солнце Байконура (2006, РТР) - Царь-ракета. Прерванный полет (2006, ТВЦ) - Космос говорит по-русски (2007, Культура) - Первые на Марсе. Неспетая песня Сергея Королева (2007, РТР) - Он мог быть первым. Драма космонавта Нелюбова (2007, РТР) - Гидрокосмос. Нырнуть, чтобы взлететь (2007, Вести) - Космический пророк (2007, Первый канал) - Спутник вместо бомбы (2007, РТР) - Последняя любовь бога огня (2008, Первый канал) - Старт номер сто (2008, Первый канал) - Космические амазонки (2008, РенТВ) - Умные приборы Виктора Кузнецова (2008, «Вести») - Космические навигаторы (2008, «Вести») - Зов бездны (2009, Первый канал) - Борис Черток. Выстрел во Вселенную. (2009, Первый канал) - Мечты сбываются (2010, Первый канал) - Генерал звёздных войн (2010, Телеканал Россия) - Поезд-призрак. Тайна золота Колчака (2010, Телеканал Россия) - Космос как послушание (2010, Культура) - Георгий Гречко. Траектория судьбы (2011, Культура) - Павел Попович. Космический хулиган (2011, Культура) - Сергей Крикалёв. Человек-рекорд (2011, Культура) - Юрий Гагарин. Звёздный избранник (2011, Культура) - Битва за «Салют». Космический детектив. (2011, Россия 1) | - Увидеть Марс… и не сойти с ума (2011, Россия 1) - Последний челнок Америки (2011, Первый канал) - Герман Титов: первый — второй (2011, Россия-24) - Пришельцы. История военной тайны (2011, Россия 1) - «Союз»: Старт с экватора (2011, Россия 24) - Янгель отец «Сатаны» (2011, Россия 24) - По следам космических призраков (2011, Культура) - Эдуард Розовский. Мастер света (2012, Культура) - Космическая одиссея. XXI век (Телесериал) (2012, Культура) - Иду на таран (2012 — Россия 24, 2013 — Россия 1) - Операция «Эдельвейс». Последняя тайна (2012, Россия 1) - Планета «Байкал» (2013) - Волонтёры Красной планеты. (2013, Культура) - Женский космос. (2013, Культура) - Убийцы из космоса. (2013, Россия 1) - Валентина Терешкова. «Чайка» и «Ястреб» (2013, Россия 1) - Международная космическая станция (2013, Россия 24) - Космический камикадзе. Угол атаки космонавта Берегового (2013, Россия 1) - Когда вернётся Гагарин (2014, Россия 24) - Юрий Гагарин. Семь лет одиночества (2014, Россия 1) - Урок из космоса. Физика невесомости (2014) - Русский в космосе (2014, Россия 24) - Космическая династия Волковых (2014, Культура) - Алексей Леонов. Прыжок в космос (2014, Россия 1) - Звёздные войны Владимира Челомея (2014, Россия 1) | - Вера, надежда, любовь Елены Серовой (2014, Россия 1) - «Прогресс» России (Россия 24) - Гагарин (2015, Культура) - Рожденный спасать (2015, Культура) - Резидент Мария (2015, «Культура») - Властелины неба. Вызов гравитации (2016, «Время»- «Цифровое Телесемейство» Первого канала) - Космодром «Восточный». Ключ на старт (2016, Россия 24) - Преодоление: вызов небес (2016) - Ступени цивилизации (2017) - Спутник жизни (2017, Россия 24) - Юрий Гагарин. Последний миг (2018, Первый канал) - Спасти космонавта (2018, телеканал «Доктор», ВГТРК) - Небо, сними шляпу… (2018, Россия 24) - Погружение в невесомость (2018) - Век Афанасьева (2018, Россия 24) - Звезда по имени МКС (2018, Культура) - ЦАГИ 100 лет: Наука летать (2018) - Курс на Луну (2019, Россия 24) - Космическая одиссея робота Фёдора (2019, ТК «Звезда») - Создать космонавта (2020, ОТР) - СОЮЗ-APOLLO. «Ледокол» Холодной войны (2020, Триколор) - «Катюша»: стратегия победы (2020) - Наш «Мир» (2021, Первый канал) - Космическая одиссея. Портал в будущее (2022, Первый канал) - Сергей Королёв. Через небо к звёздам (2023) - Валентина Терешкова. Огонь души моей (2023) - Сергей Афанасьев: первый ракетно-космический министр (2023) - Владимир Уткин. Воевода ракетного мира (2023) - Когда Земля облетит Солнце (2024, Культура) - С огнём в сердце (2025, телеканале RT) |

Мультфильмы
- «Космические Юра и Нюра» (4 серии)

Фильмы студий Роскосмоса
Телевизионный отдел Космического Центра «Южный» (Байконур):

| - Ракета с чистого листа - День, когда не стартуют ракеты - Стартовые площадки космодрома Байконур | - История превращенная в наследие - Даю команду «Пуск!» | - Прожить за 9 минут - Пароль спасения «Днестр», 2013 год. |

## Награды
- За создание документального фильма о подготовке космонавтов для работы в открытом космосе «Гидрокосмос: нырнуть, чтобы взлететь» творческая группа студии удостоена премии «Малый золотой дельфин» на VI международном кинофестивале подводных съемок «Золотой дельфин 2007».
- В декабре 2007 года документальный фильм «Он мог быть первым. Драма космонавта Нелюбова» стал победителем в национальном конкурсе и получил премию «Лавр» в области неигрового кино и телевидения в номинации «лучший научно-популярный фильм»[10][11].
- В мае 2008 года фильм «Белое солнце Байконура» занял третье место в номинации «За веру и верность» на III Международном телефестивале «Победили вместе», который проходил с 7 по 12 мая 2008 года в Севастополе.[12].
- В апреле 2009 года сайт телестудии Роскосмоса стал призёром конкурса «Звезды АстроРунета» — 2008. В номинации «Открытие года (лучший сайт-новичок года)» — занял третье место и в номинации «Лучший официальный сайт по космонавтике» — вместе с сайтом Российского Центра Управления космическими полетами (ЦУП-М), также поделил третье место."[13].
- Фильм «Старт номер сто. Союз титанов» получил диплом и специальный приз «Плод Познания» в номинации «Лучший урок на экране» на IV Международном Фестивале научно-популярных фильмов «Мир Знаний», который проходил с 19 по 23 октября 2009 года в Санкт-Петербурге.[14].
- Сайт телестудии в апреле 2010 и 2011 годов занял третье место в конкурсе «Звезды АстроРунета» — 2009 (номинация «Лучший официальный сайт по космонавтике»).[15][16]. В апреле 2012 года по результатам конкурса «Звезды АстроРунета» — 2011: сайт телестудии стал лауреатом II степени в номинации «Лучший официальный сайт по космонавтике», программа «Космонавтика» — лауреатом II степени в номинации «Лучшее освещение астрокосмической тематики в СМИ», специальный корреспондент студии Н. Бурцева — лауреатом III степени в номинации «Лучший журналист СМИ в области астрономии/космонавтики»[17].
- Документальный фильм «Космос как послушание» (режиссёр Лариса Смирнова) стал лауреатом VIII Международного фестиваля православного кино «Покров» проходившего с 7 по 10 октября 2010 года в г. Киеве и получил две премии: II премия в номинации «Документальное кино» и специальная премия имени Сергея Лосева за лучшую режиссуру.[18] Фильм получил специальный приз жюри XV Международного фестиваля кинофильмов и телепрограмм «Радонеж», проходившего в Москве с 29 ноября по 2 декабря 2010 года.[19]. На VI Международном Сретенском православном кинофестивале «Встреча», проходившем в Обнинске с 18 по 23 февраля 2011 года фильм «Космос как послушание» получил приз «Хрустальный подсвечник» в номинации «За лучший дебют». В кинофестивале «Встреча-2011» принимало участие 89 лент кинематографистов из 12 стран.[20]
- Фильм «Генерал звёздных войн» стал лауреатом в номинации «За раскрытие неизвестных страниц в истории космонавтики» на VI Международном кинофестивале научно-популярных фильмов «Мир Знаний», который проходил с 24 по 28 октября 2011 года в Санкт-Петербурге. Режиссёр фильма Александр Мержанов был отмечен специальным призом Президентской библиотеки имени Б. Н. Ельцина.[21][22]
- Фильм «Увидеть Марс... и не сойти с ума» получил специальный приз студенческого признания «Хрустальный пеликан» (РГПУ имени А. И. Герцена) по итогам научно-популярных фильмов VI Международного кинофестиваля научно-популярных фильмов «Мир Знаний», который проходил с 24 по 28 октября 2011 года в Санкт-Петербурге[21].
- В апреле-мае 2012 года фильмы студии: «По следам космических призраков», «Пришельцы. История военной тайны», «Увидеть Марс… и не сойти с ума» приняли участие в Международном Фестивале «Искусство науки — 2012» (г. Москва) .[23][24]
- Документальный фильм «Битва за Салют. Космический детектив» стал победителем в номинации «Война и мир» Международного фестиваля детективных фильмов «ДетективФЕСТ» («Закон и общество») который проходил в Москве с 25 по 29 апреля 2012 года. Документальный фильм «Пришельцы. История военной тайны» стал дипломантом данного конкурса. На конкурс XIV Международного фестиваля детективных фильмов DetectiveFEST было представлено более 400 фильмов и телепрограмм из 49 стран мира.[25]
- Документальный фильм «9 минут до космоса» (Космическая одиссея. XXI век) получил гран-при XIII Международного телекинофорума «Вместе» в конкурсе «Телевизионные программы и фильмы» (Ялта). В конкурсе участвовало свыше 300 работ представителей теле и киностудий из 27 стран мира.[26]
- Фильм «По следам космических призраков» получил специальный приз студенческого признания «Хрустальный пеликан» (РГПУ имени А. И. Герцена) по итогам по итогам общественного просмотра научно-популярных фильмов VII Международного кинофестиваля научно-популярных фильмов «Мир Знаний», который проходил с 24 по 28 октября 2012 года в Санкт-Петербурге.[21]. Фильм стал призёром в номинации «Связь с наукой» 7-го Международного фестиваля научного кино (7th International Science Film Festival Athens), который проходил в Афинах (Греция) с 24 октября по 1 ноября 2013 года.
- Документальный фильм «Операция „Эдельвейс“. Последняя тайна» получил главный приз в номинации «Профессиональное документальное кино. Историческое исследование» на Шестом Открытом фестивале документального кино «Человек и война» проходившем в Екатеринбурге в 2012—2013 годах[27], а в апреле 2013 года фильм стал победителем XV Международного фестиваля детективных фильмов и телепрограмм правоохранительной тематики «ДетективФЕСТ» (номинация «Война и мир»), который проходил в Москве с 17 по 21 апреля 2013 года.[28] Фильм стал победителем XVI Московского международного фестиваля горных и приключенческих фильмов «ВЕРТИКАЛЬ» в номинации «Телевизионные передачи», который проходил в Российском государственном университете физической культуры, спорта и туризма в Москве 26-27 апреля 2013 года. В фестивале участвовало 105 фильмов из 20 стран мира.[29]
- Телефильм "Урок из космоса: «Наш дом — Земля» и документальный фильм «Угол атаки космонавта Берегового» стали призёрами XIV Международного телекинофорума «Вместе», который проходил 5 −11 сентября 2013 года в Ялте. Телевизионный фильм-урок «Наш дом — Земля» стал победителем в номинации «Программы для детей и юношества», телевизионный документальный фильм «Угол атаки космонавта Берегового» получил специальный приз мэра Москвы «За яркое воплощение образа героя космоса».[30]
- Документальный фильм «Международная космическая станция» стал победителем V Международного телефестиваля «Разум 21 век» в номинации федерального уровня на лучший научно-познавательный фильм, познавательную просветительскую программу. Фильм награждён специальным призом Национального исследовательского Томского политехнического университета. Фестиваль проходил в Томске с 18 по 21 сентября 2013 года[31].
- Документальный фильм «Иду на таран» получил специальный приз «За яркое воплощение героического образа российских лётчиков» X Международного фестиваля военно-патриотического фильма им С. Ф. Бондарчука «Волоколамский рубеж», который проходил с 15 по 20 ноября 2013 года в Волоколамске[32].
- Документальный фильм Алексей Леонов. Прыжок в космос получил специальный приз жюри IX Международного кинофестиваля «Мир знаний» «За раскрытие героических страниц в истории космонавтики» и приз Президентской библиотеки имени Б. Н. Ельцина. На кинофестиваль «Мир знаний», который проходил в Санкт-Петербурге с 20 по 24 октября 2014 года[33].
- Документальный фильм «Юрий Гагарин. Семь лет одиночества» и цикловая программа совместного проекта студии Роскосмоса и Минобрнауки — «Урок из космоса. Физика невесомости» стали победителями I Всероссийского медиаконкурса «Русский космос», который проходил под эгидой ВГТРК в Самаре с 24 по 26 мая 2016 года[34].
- 7 октября 2016 года на XVII Международном телекинофоруме «Вместе» документальный фильм «Мария Полякова. Своя среди чужих» получил диплом и специальный приз Центрального музея Великой Отечественной войны 1941—1945 г.г. «За мастерство и бережное отношение к истории Отечества, открытие неизвестных страниц подвига легендарной разведчицы-нелегала». Документальный фильм «Преодоление: вызов небес» был награждён дипломом и специальным призом Союза журналистов России «За умение говорить просто о главном», этот же фильм получил Гран-при Второго Международного миротворческого кинофестиваля «Я люблю Мир», который проходил с 1 по 5 октября 2016 года в рамках III Форума мира в Ялте.
- Фильм «Преодоление: вызов небес»: Гран-при Второго Международного миротворческого кинофестиваля «Я люблю Мир», который проходил с 1 по 5 октября 2016 года в рамках III Форума мира в Ялте (Крым, Россия); Диплом XVII Международного телекинофорума «Вместе» и специальный приз Союза журналистов России «За умение говорить просто о главном» (октябрь 2016 года); Диплом «Операторам воздушных съёмок фильма — Андрею Шубину, Анатолию Забрускову, Глебу Вореводину, Жану Орлову, Денису Куликову, Ратмиру Нагимьянову (посмертно)» в номинации Российского конкурса неигровых фильмов «Жизнь и спорт» III Международного фестиваля детского и семейного кино «Ноль Плюс», который проходил в Тюмени с 27 ноября по 2 декабря 2016 года; Поощрительная премия в номинации «Документальные фильмы 30-60 минут» Международного фестиваля фильмов «Picture this… film festival», который проходил в марте 2017 года в Калгари (Канада); Гран-при 1-го Международного фестиваля в области путешествий и туризма «Русский путешественник-2017» имени Н. Н. Миклухо-Маклая. Фестиваль проходил в городе Орёл 27-30 апреля 2017 года; Гран-при XX Международного кинофестиваля горных и приключенческих фильмов «Вертикаль 2017», который проходил в Москве 18-19 мая 2017 года.
- Фильм «Космодром Восточный. Ключ на старт!» стал победителем в номинации «Открытие» XI фестиваля социально значимых телепрограмм и телефильмов «Герой нашего времени», который проходил в Екатеринбурге с 25 по 27 апреля 2017 года[35].
- На международном кинофестивале «Циолковский», который проходил с 12 по 16 апреля 2022 года в Калуге фильм «НАШ „МИР“» получил специальный приз президента кинофестиваля, а фильм «Космическая одиссея. Портал в будущее» — специальный приз Московской городской думы.
- Документальный фильм «Валентина Терешкова. Огонь души моей» получил специальный приз губернатора Калужской области на V Международном кинофестивале «Циолковский», который проходил в Калуге с 12 по 16 апреля 2024 года.

## Сотрудники телестудии Роскосмоса
В разное время на телестудии работали:
- Островский Александр Николаевич
- Китайцев, Алексей Александрович
- Самолётов, Алексей Эдуардович
- Рубцов, Юрий Владимирович